# Synallaxe souris
Asthenes griseomurina
Espèce
Synonymes
- Synallaxis griseo-murina P.L. Sclater, 1882 (protonyme)
- Schizoeaca griseomurina (P.L. Sclater, 1882)

Statut de conservation UICN

 LC  : Préoccupation mineure
Le Synallaxe souris (Asthenes griseomurina) est une espèce d'oiseaux de la famille des Furnariidae.

## Répartition
Cette espèce vit dans le Sud de l'Équateur et dans le Nord du Pérou.

## Taxinomie
Selon le Congrès ornithologique international et Alan P. Peterson il n'existe aucune sous-espèce.